# 油木ダム

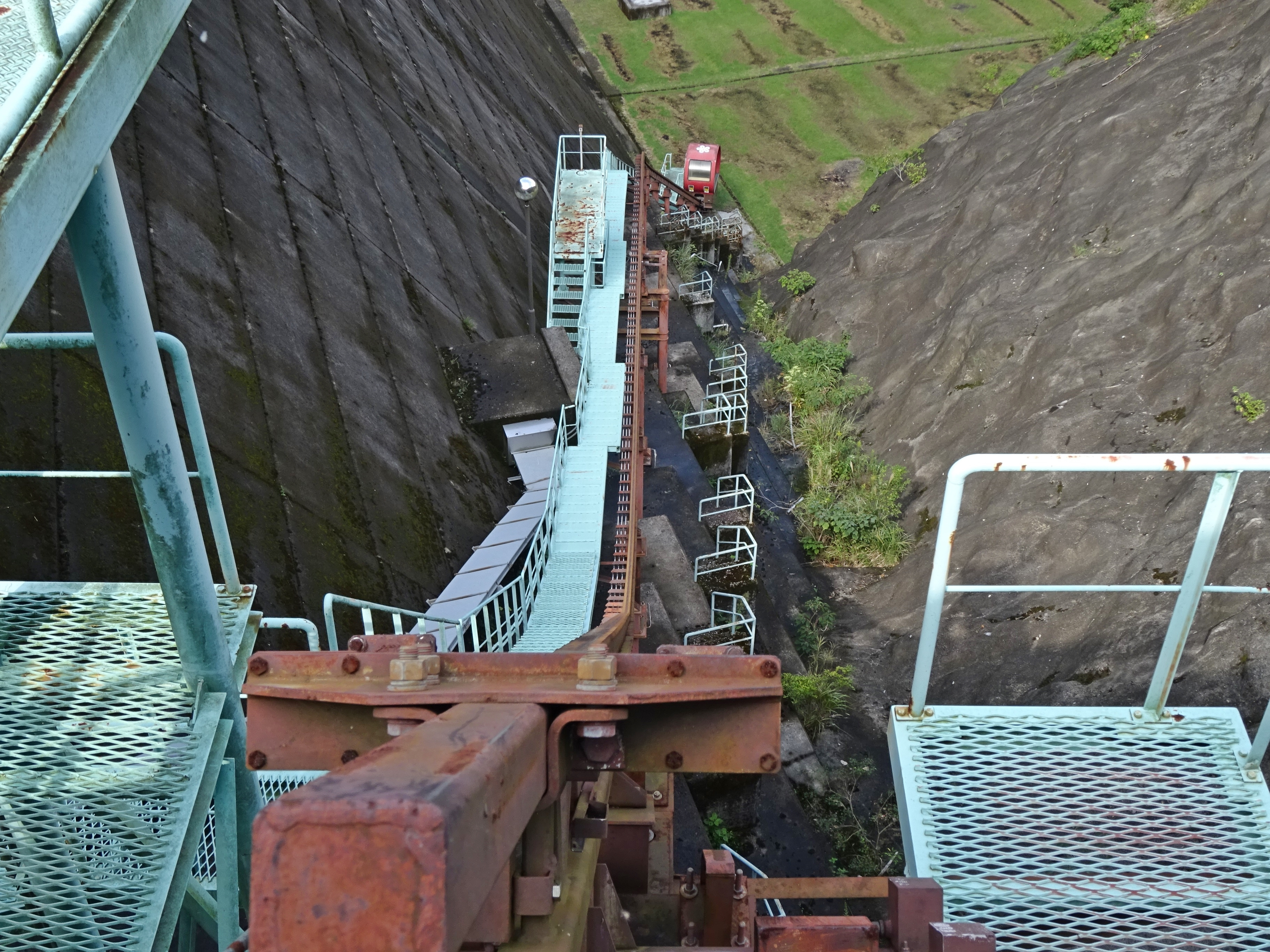
同ダムの管理・関係者用のスロープカー

油木ダム（あぶらぎダム）は、福岡県田川郡添田町、二級河川・今川本川上流部に建設されたダムである。
福岡県田川土木事務所が管理する都道府県営ダムで、高さ54.6メートルの重力式コンクリートダム。今川の治水と田川郡のかんがい、及び北九州市や京都郡への利水を目的としている補助多目的ダムであり、北九州市の水がめの一つでもある。ダムによって形成された人造湖は、完成から40年近くが経過しているが名称は付けられていない。

## 地理
今川は福岡県豊前地域において紫川・祓川（はらいがわ）と並ぶ代表的な二級水系であり、その長さは38.7キロメートル、流域面積は120.0平方キロメートルの中規模な河川である。耶馬日田英彦山国定公園の中心的観光地の一つ・英彦山の北麓を水源として概ね北東に流路をとり、行橋市において周防灘に注ぐ。流域には行橋市をはじめ京都郡苅田町（かんだまち）・みやこ町、田川郡添田町・赤村があり流域の重要な水源となっている。ダムは上流部の添田町・旧津野村地区に建設された。

## 沿革
北九州地区では官営八幡製鉄所が稼働して以降、急速に重化学工業が盛んとなり人口が増加していった。このため明治時代から水道の供給が不足しており、八幡製鉄所によって河内貯水池が建設されたほか、多くの水道用ダムが建設された。本来この地域は瀬戸内海気候に属しているため、降水量は少ない地域であった。ゆえに古くから水不足が頻発する地域であったが、北九州工業地帯の拡大はその水不足に拍車を掛けた状態であった。また流域は小倉藩小笠原氏・15万石の重要な穀倉地帯であったが、先に述べた気候的要因もあって農業用水の補給は困難を極めていた。このため京都郡や田川郡のあちこちに農業用のため池が多く建設されたが、根本的解決にはならなかった。
これに加え、今川は河川改修が余り進んでいなかった。このため水害にも悩まされることが多かったが、1953年（昭和28年）6月、筑後川や遠賀川をはじめ九州北部のあらゆる河川を暴れさせた「昭和28年西日本水害」では、至る場所で堤防が決壊して今川流域においても壊滅的な被害を受けた。この豪雨を機に建設省（現在の国土交通省）は筑後川の河川総合開発事業を計画したが、福岡県でも遠賀川流域や今川流域などで大規模な河川改修を計画した。だが、今川流域には比較的人口や農地が多く、全面的に改修を行うのが困難であった。
1950年（昭和25年）、第2次吉田内閣は国土総合開発法を成立させた。これは太平洋戦争によって疲弊した日本経済を回復させるために地域開発を促進させるという目的を持った法律であり、特に重点的に開発を実施する地域を22地域選び「特定地域総合開発計画」を実施した。九州では「対馬」・「阿蘇」・「南九州」地域が選ばれたが、北九州についても戦争中の空襲で破壊された北九州工業地帯の再建と生産力増強を図るために北九州特定地域総合開発計画が定められた。この中で工業地帯への用水供給の確保が重要視され、かつ食糧不足解消のために農地面積を拡大する必要性もあってかんがい整備も並行して計画された。この計画は高度経済成長に伴いさらに強化され、全国総合開発計画としてより拡充されて行った。
このような観点から、北九州最大の河川である遠賀川水系と紫川水系、今川水系において河川総合開発事業を行い、流域の治水と水道供給、かんがい用水供給を確保することを計画の中心にすえた。そして複数の目的を果たすことが可能な多目的ダムの建設を福岡県は推し進め、国庫よりの補助を得て遠賀川水系の八木山川に力丸ダム、中元寺川に陣屋ダムを計画し、紫川にはます淵ダムを計画した。そして今川水系でも多目的ダムによる河川開発が計画され、1965年（昭和40年）に「今川総合開発事業」として田川郡津野村油木にダムが着工された。これが油木ダムである。

## 補償
ダム計画が発表されたのは1961年（昭和36年）であった。ダム地点は今川の狭窄部にあたりここに建設することにより十分な有効貯水容量が確保でき、コストパフォーマンスの面でも有効というのが理由であった。だがダム計画が発表されると津野地区の住民はこぞってダム建設に反対した。その理由は水没対象地域が津野地区の中心部に当たり、民家のみならず町役場支所など地域の主要公共機関全てが水没するためであったからである。このため補償交渉は極めて難航し、住民は将来の生活不安もあって高額の移転補償金を要求した。事業者である福岡県は度重なる折衝を行ったが、交渉は長期化して三年にも及んだ。
計画発表から七年が経過し最終的に1968年（昭和43年）3月、住民代表との間で補償交渉が妥結しダム事業は着工の運びとなった。だが油木ダム建設によって町営住宅など155戸の住居をはじめ添田町役場津野支所・小学校・中学校・郵便局・駐在所・消防支所・公民館・農協支所が水没した。北九州市発展の礎として、住民は尊い犠牲になったともいえる。この後ダム本体工事に着手し、地質が良くない場所に対してコンクリートで水をさえぎる壁（遮水壁）を施工するなどの対策を施しながら1971年（昭和46年）、計画発表から丸十年を費やしてダムは完成した。
なお渇水時にはダム底に沈んだ津野集落の住居跡に残された石垣や今川に架かっていた橋が姿を現すこともある。ちなみにこの橋は1994年（平成6年）、2002年（平成14年）、2007年（平成19年）の渇水時に姿を現している。

## 目的
油木ダムの目的は洪水調節、不特定利水、上水道および工業用水道供給、水力発電の五つであり、多目的ダムの中では用途が広いダムである。
洪水調節については1953年6月梅雨前線豪雨時の洪水を基準（計画高水流量）として定め、犀川町において毎秒870トンの洪水を毎秒260トンカットし洪水量を毎秒610トンに削減する。不特定利水については、今川流域の農地に対し慣行水利権分の取水量を補うための供給量を放流し、1,164ヘクタールの農地に農業用水を補給する。上水道については北九州市水道局によって北九州市に一日量85,000トン、行橋市と苅田町にそれぞれ一日量20,000トンを供給。工業用水については京都地区工業地域に一日量25,000トンを供給する。水力発電は北九州市に送水する上水道を利用して油木発電所を建設し、認可出力780キロワットとミニ水力発電並の電力を産み出す。これは電力行政を管掌する経済産業省が小規模水力エネルギーの活用を推奨していることにより、後から付加された目的である。
このような目的から、油木ダムは力丸ダム、ます淵ダム、頓田第一・第二貯水池、畑ダム、松ヶ江ダムと共に「北九州市の水がめ」となっている。この後遠賀川河口堰（遠賀川）や平成大堰（山国川）・耶馬溪ダム（山移川）といった北九州市に水道を供給する国直轄の特定多目的ダムも完成し、これらのダム群によって北九州市・北九州工業地帯は安定した水道供給が行われた。しかし、近年の猛暑・空梅雨の影響で元来瀬戸内海気候で降水量の少ないこの地域は深刻な水不足が頻発。油木ダムも取水制限に踏み切ることが多い。このため水供給の強化を図る目的で、今川の東隣を流れる祓川の上流部に現在伊良原ダム（いらはらダム）が建設されている。
利水権に関しては、近年度々渇水が起こっていることから、現在は他に大きな水源を持たない京築・田川の市町村が優先される。渇水時には北九州市向けの送水は大幅にカットされ、その分を京築・田川方面に回す融通策が取られるが、この融通策を以てしても渇水の根本的な解決策とはなっていない。

## アクセス
油木ダムへは国道201号（篠栗街道）で田川郡香春町中心部から福岡県道418号に入り、そのまま英彦山方面に南下すると到着する。行橋市方面からは福岡県道34号行橋添田線を赤村方面へ西進し、赤村で県道418号に左折すれば道なりに到着する。公共交通機関では平成筑豊鉄道田川線・赤駅かJR九州日田彦山線・添田駅が最寄の下車駅となる。